# HAŠK Zagreb
Maillots
Le HAŠK (Hrvatski akademski športski klub) est un ancien club yougoslave basé à Zagreb, la capitale de la Croatie, fondé en 1903 et dissous en 1945. Il dispute ses matchs à domicile au Stade Maksimir de Zagreb.

## Historique
Fondé le 6 novembre 1903, le club est déclaré vainqueur de la première édition de championnat de Croatie de football en 1913. 
Pendant l'entre deux guerres il est l'un des acteurs importants du championnat de Yougoslavie, qu'il remporte en 1938. Ce titre lui permet de se qualifier pour la Coupe Mitropa la saison suivante, où il est éliminé dès son entrée en lice par le club tchécoslovaque du SK Kladno (1-3, 1-2).
Il est dissous par le gouvernement communiste yougoslave à la libération du pays en 1945.

## Palmarès
- Championnat de Yougoslavie de football (1) : 1938
- Championnat de Croatie de football (1) : 1913